# Порто (річка)
Порто (фр. Porto корс. Portu) — річка Корсики (Франція). Довжина 23,6 км, витік знаходиться на висоті 1 600 метрів над рівнем моря на східних схилах гори Капу Ругія (Capu a Rughia) (1712 м). Впадає в Середземне море.
Протікає через комуни: Кристіначче, Мариньяна, Ота, Евіза, і тече територією департаменту Південна Корсика та кантоном Деукс-Севі (Deux-Sevi)